# Francisco García Britez
Francisco García (* Asunción, Paraguay, 25 de noviembre de 1988) es un futbolista paraguayo que juega de delantero.
Se consagró campeón de la Segunda División de Ecuador en el 2017 con el Técnico Universitario.

## Clubes
| Club                  | País     | Año         |
| --------------------- | -------- | ----------- |
| Cerro Porteño         | Paraguay | 2008        |
| Rubio Ñu              | Paraguay | 2009 - 2010 |
| Sport Colombia        | Paraguay | 2011        |
| 3 de Febrero          | Paraguay | 2012        |
| Deportivo Capiatá     | Paraguay | 2013        |
| Delfín                | Ecuador  | 2014        |
| Tacuary               | Paraguay | 2015        |
| Colón                 | Ecuador  | 2016        |
| Técnico Universitario | Ecuador  | 2017        |
| Leones                | Colombia | 2018        |
| Martín Ledesma        | Paraguay | 2019        |
| ASD Cittanovese       | Italia   | 2019        |
| ASD Montello          | Italia   | 2020        |
| A.S.C. St. Georgen    | Italia   | 2020-2021   |
| LongaroneAlpina       | Italia   | 2022        |